# Rajsko (Brzesko)
Pour les articles homonymes, voir Rajsko.
Rajsko est une localité polonaise de la gmina de Szczurowa, située dans le powiat de Brzesko en voïvodie de Petite-Pologne.